# Oscypek

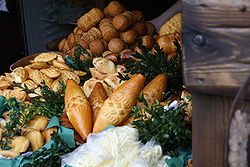
Puesto con oscypek.

Oscypek, oszczypek (oštiepok) – es un queso duro ahumado elaborado con leche de oveja y producido en zona montañosa polaca, Podhale. Actualmente es muy popular en Polonia y en otros países europeos.

## Elaboración

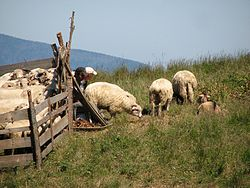
Ordeño de oveja.

El queso es producido en forma de pequeños bloques fusiformes con típico adorno regional sobre sus bordes. Dicho adorno se hace con un molde de madera llamado «oscypiorka». El hecho de «scypananie» (desintegración) mediante los moldes, dio el nombre al queso «oz-scypek». Según la tradición, es elaborado por los pastores «bacowie» en el pasto. Después del ordeño de ovejas, la leche es transvasada por una fibra de lino (para eliminar brinzas de hierba etc.) al cuba de madera llamada «puciera». Tras añadir el cuajo en polvo, la leche se espesa hasta convertirse en masa. Una vez que el queso ya había perdido la mayoría del agua (mientras es metido unas veces en agua caliente), se lo moldea. El proceso siguiente es remojarlo en caldo que también reducirá la cantidad del agua para luego dejarle reposar y ahumar.
Existen también quesos hechos en formas muy singulares (gallo o pato).

## Protección del nombre
Desde el 14 de febrero de 2008 los quesos serranos “oscypek” (después del queso de oveja bryndza de Podhale) es el segundo producto regional polaco protegido por la normativa de la Unión Europea. Los dos obtuvieron el estatus de productos de la Denominación de Origen Protegida (D. O. P.). El proceso se retrasó debido a una protesta de Eslovaquia presentada en el último momento. Al final se llegó a un acuerdo estableciendo que el oštiepok eslovaco, a pesar de tener la misma historia de procedencia, es un producto local distinto. Durante el registro se especificaron claramente los parámetros de oscypek (p. ej. el máximo del contenido de leche de vaca –que tiene que ser de raza roja– es de 40%) y además se determinaron los municipios en los que se puede producir el oscypek. El oscypek puede ser amasado solo entre mayo y septiembre, y vendido hasta finales de octubre. Debe pesar entre 60 y 80 dag. y medir entre 17 y 23 cm.
Los municipios en los que se puede producir oscypek:
- Voivodato de Silesia: Istebna, Milowka, Wegierska Gorka, Rajcza, Jelesnia, Koszarawa, Ujsoly

- Voivodato de Pequeña Polonia: provincias de Nowy Targ y Tatra, municipios de Zawoja, Bystra-Sidzina, Niedzwiedz, Piwniczna, Muszyna, Krynica-Zdroj, y una parte de municipios Kamienica, Mszana Dolna, Raba Nizna, Olszowka, Lubomierz, Lostowka, Letowe

## Ruta de Oscypek
Ciudades que participan en «La Ruta de Oscypek»:
- Zubrzyca Górna

- Zawoja

- Nowy Targ

- Kraków

- Leśnica

- Szaflary

- Biały Dunajec

- Poronin

- Zakopane

- Kościelisko

- Bukowina Tatrzańska

- Białka Tatrzańska

- Hala Wojkowa

- Wierchomla

- Łapsze Niżne

- Czorsztyn

- Konina

- Nowy Sącz

- Jaworki

## Emblema''Teraz Polska''
En el año 2012, oscypek recibió Emblema Polaco de Promoción de la categoría Productos.